# Pandemia de COVID-19 em Moçambique
Este artigo documenta os impactos da pandemia de COVID-19 em Moçambique e pode não incluir todas as principais respostas e medidas contemporâneas. O primeiro caso oficial em solo moçambicano foi registado no dia 22 de março de 2020, quando um turista que retornou do Reino Unido havia sido diagnosticado com o vírus.

## Cronologia
Em 22 de março de 2020, o primeiro caso de COVID-19 em Moçambique foi confirmado, tratando-se de um homem de mais de 60 anos de idade que havia viajado ao Reino Unido. Mais tarde o governo de Moçambique anunciou que a mulher do primeiro infectado havia sido diagnosticada com COVID-19.
Mais tarde a esposa de Eneas Comiche, o presidente de Maputo, Lúcia Comiche telefonou a um programa de televisão dizendo que ela estava infectada com a doença e o seu marido era o primeiro infectado em Moçambique.
Em 6 de Abril de 2020, Moçambique tinha 10 casos confirmados, 367 casos suspeitos e o primeiro infectado havia sido recuperado.
No dia 8 de Abril de 2020, um dia após o Dia da Mulher Moçambicana foram confirmados 7 novos casos, seis na província de Cabo Delgado e os restantes na de Maputo.
O Presidente da República Filipe Nyusi decretou o estado de emergência sem confinamento a partir de 1 de Abril de 2020, e tem-no prorrogado sucessivamente: em 29 de Abril  de 2020 prorrogou-o até 30 de Maio; em 29 de Maio  de 2020 de novo até ao final de Junho; e em 28 de Junho  de 2020 prorrogou-o por mais 30 dias até 29 de Julho, com algumas ligeiras aberturas, especialmente no que toca ao ensino.
O número de casos confirmados ultrapassou a barreira de mil em 6 de Julho  de 2020.
Tal como previsto, o estado de emergência, terminou no final do dia 29 de Julho  de 2020e até ao dia 4 de Agosto não havia a certeza qual seria o próximo passo, pois esse estado só pode constitucionalmente ser prolongado até 120 dias. No dia 5 de Agosto  de 2020o presidente decretou um novo estado de emergência que começa em 8 de Agosto e termina a 6 de Setembro. Definiu também um processo de desconfinamento ou abertura progressivo, com três fases, dependendo do risco das actividades abrangidas:
- 1ª Fase, com início da 18 de Agosto de 2020, permite a retomada de aulas no ensino superior e de formação e o aumento do número de participantes em funerais e serviços religiosos.
- 2ª Fase, com inicio a 1 de Setembro de 2020, com a retomada do ensino técnico-profissional, escolas de condução e entretenimento.
- 3ª Fase, a partir de 1 de Outubro de 2020, permite o reinício das aulas da 12ª classe.

Em 6 de Agosto de 2020, a cidade de Maputo tornou-se a província moçambicana com o maior número de casos confirmados.
Segundo os resultados preliminares de um inquérito sero-epidemiológico realizado na cidade de Maputo entre 3 a 24 de Agosto de 2020, e abrangendo 10.237 indivíduos, as pessoas mais expostas ao coronavírus situavam-se na faixa etária dos 15 a 34 anos, seguidos dos acima da faixa etária dos 60 anos. O inquérito também mediu uma prevalência da doença de 3,79% da amostra. Se extrapolada para a população da cidade, o resultado seria mais de 41.000 infectados.
No final de Agosto de 2020, os casos confirmados de infecção estavam concentrados na Área Metropolitana de Maputo, em particular na cidade de Maputo e, dentro desta, no distrito municipal de Kampfumo que corresponde ao centro da cidade. Assim, em 30 de Agosto este distrito registava 1.068 casos, ou seja 79,7% do total da cidade (1.340) e mais de um quarto, 28%, do total nacional (3.821).. Este total de casos dever-se-á ao maior número de testes efectuados no distrito, pois o inquérito sero-epidemiológico realizado na cidade indicou o distrito urbano de Kalhamankulo como o mais exposto (5%) e este apenas apurou 23 casos até 30 de Agosto de 2020.
Numa comunicação ao país em 4 de Setembro de 2020, o Presidente da República decretou que a "Situação de Calamidade Pública" se tornaria efectiva a partir do dia 7 de Setembro por tempo indeterminado, que mantêm todas as medidas de prevenção anunciadas nos anteriores estados de emergência.
Em 30 de Setembro de 2020, o Presidente da República anunciou que as autoridades irão aumentar a fiscalização e responsabilização das medidas de contenção e combate à pandemia devido ao incumprimento e violação generalizado destas. Estes comportamentos têm sido responsáveis pelo grande aumento no número de infectados, em particular na Área Metropolitana de Maputo.
Em 1 de Outubro de 2020, os casos confirmados de infecção continuavam concentrados na cidade de Maputo e em particular no distrito municipal de Kampfumo, que corresponde ao centro da cidade, com 3.185 casos, ou seja 79,8% do total da cidade (3.989) e mais de um terço, 35,8%, do total nacional (8.888)..
Em 11 de Outubro de 2020, o número cumulativo de casos confirmados ultrapassou os 10.000, quando se registavam apenas 2.588 casos activos.
Numa comunicação ao país em 29 de Outubro de 2020, o presidente levantou mais algumas restrições, nomeadamente no desporto, cujas competições podem recomeçar, desde que sigam as recomendações das autoridades de saúde. Foram também abrangidos os sectores da educação em que reabrem algumas aulas presenciais e o turismo com a emissão de vistos de turismo.
As restrições foram ainda mais reduzidas noutra comunicação presidencial em 17 de Dezembro de 2020, sendo permitia a retomada da actividade das escolas com currículo estrangeiro; alargado o prazo de validade dos testes negativos realizados no estrangeiro; permitida a reabertura de certos estabelecimentos de comida e bebida em horário condicionado; permita a realização de eventos desportivos em recintos abertos; e voltam a ser emitidos vistos turísticos.
O aumento do número de casos que se registou desde o início de 2021 obrigou o governo a voltar a políticas restritivas de confinamento. Numa comunicação ao país em 13 de Janeiro de 2021, o presidente anunciou uma série de 24 medidas, entre as quais a obrigatoriedade de realização de testes para entrada no país; redução do horário de funcionamento ou encerramento de restaurantes, lojas e estabelecimentos similares; encerramento de praias e estabelecimentos culturais e de entretenimento; e eventos desportivos serão realizados sem público.
O maior aumento quotidiano de casos confirmados foi registado no dia 29 de Janeiro de 2021, com 1275 novos infectados, o ponto máximo de um aumento que se tem vindo a verificar desde o início do ano.
Devido ao aumento contínuo de novos casos de infecção e com o Sistema Nacional de Saúde a atingir o seu limite de capacidade, o presidente Nyusi anunciou em 3 de Fevereiro de 2021 o agravamento das medidas restritivas já em vigor. Assim, das vinte novas medidas anunciadas são de salientar o encerramento de lugares de culto, conferências e similares; novas limitações ao funcionamento de estabelecimentos comerciais; adiamento do reinício das aulas presenciais; suspensão de treinos e competições desportivas, incluindo o Moçambola; e introdução do recolher obrigatório no período noturno na Área Metropolitana de Maputo.
Em comunicação ao país no dia 3 de Março de 2021, o presidente Nyusi anunciou duas medidas de relaxamento do confinamento e estado de emergência em vigor: a retoma das aulas presenciais em todos os níveis de ensino e o regresso aos treinos das equipas do Moçambola.
No dia 5 de Março de 2021, o primeiro-ministro Carlos Agostinho do Rosário anunciou o Plano Nacional de Vacinação com início para 8 de Março. O plano, que contém quatro fases, deve estender-se até 2022 e depende da disponibilidade  das vacinas, adquiridas por compra ou doação. A primeira fase contempla profissionais de saúde, membros das Forças de Defesa e Segurança e idosos. Já na segunda fase terão prioridade doentes crónicos, funcionários prisionais e reclusos. A vacinação da população em geral só deverá ter lugar na quarta e última fase. De notar que as primeiras 200 000 doses da vacina chegaram a Maputo em 24 de Fevereiro, uma oferta da China, produzidas pela farmacêutica Sinopharm. No dia 8 de Março o país recebeu mais 484 000 doses, sendo 384 000 no âmbito da iniciativa COVAX e 100 000 doadas pela Índia.
Numa comunicação ao país em 5 de Abril de 2021, o presidente Nyusi manteve as medidas restritivas em vigor e alargou o recolher obrigatório por mais uma hora, das 22 às 4 da manhã e também o estendeu a todas as capitais provinciais. Esta medida vai vigorar por 21 dias a partir de 6 de Abril.
A segunda fase da vacinação contra o Covid-19 arrancou em 19 de Abril de 2021. Nesta fase, estima-se que serão vacinadas um pouco mais de 200 000 pessoas, dando prioridade aos seguintes grupos: estudantes finalistas de cursos de formação em saúde; doentes diabéticos não abrangidos na primeira fase com idade superior a 60 anos ou em terapia imunossupressora; com insuficiência renal crónica em hemodiálise; com insuficiência respiratória crónica; com insuficiência cardíaca crónica; pessoas residentes em centros de acomodação; reclusos e funcionários prisionais; polícias com idade superior a 50 anos, e professores do ensino primário com idade superior a 50 anos. No balanço da segunda fase da Campanha Nacional de Vacinação, que decorreu de 19 de Abril a 15 de Maio, tornado público em 20 de Maio de 2021, foi referido que 90% das 240 913 primeiras doses programadas foram realizadas. Em relação à primeira fase, das 90 273 pessoas previstas, 82 384 receberam a primeira dose e 75 882 a segunda.
Em mais uma comunicação ao país no dia 25 de Abril de 2021, o presidente Nyusu manteve as medidas em vigor, com algumas modificações. Por um lado estendeu o recolher obrigatório noturno a outros centros urbanos para além das capitais provinciais. Por outros lado levantou parcialmente as restrições a uma série de actividades, como cultos religiosos, casinos, museus, galerias, centros culturais, ginásios, eventos do estado e eventos desportivos. Neste particular, autorizou o recomeço do Moçambola, suspenso desde Fevereiro, mas sem a presença de público. Estas medidas entram em vigor em 27 de Abril por um período de 30 dias. Depois de três meses de suspensão, o Moçambola recomeçou em 8 de Maio com a realização da sua 5ª jornada, sem público, como determinado.
Na comunicação ao país do dia 25 de Maio de 2021, o presidente Nyusi manteve, no essencial, as restrições em vigor, mas relaxando algumas das suas medidas. Assim, foi reaberto o ensino pré-primário e de piscinas;aumento do número de participantes em eventos públicos e privados; alargamento do horário de funcionamento de estabelecimentos comerciais, particularmente restaurantes e locais de venda de bebidas alcoólicas; diminuição em uma hora do período de recolher obrigatório, agora das 23 às 4 horas da manhã.
Em 14 de Junho de 2021 teve início a expansão da vacinação a novos grupos de risco, nomeadamente professores de vários níveis de ensino, membros do corpo diplomático e funcionários de certas instituições estatais. Esta etapa é possível devido a uma doação chinesa de cerca de 60 000 doses. De acordo com o governo, tinham sido vacinadas até agora 331 186 pessoas.
Nos dias 16 e 17 de Junho de 2021 realizou-se em Maputo a Segunda Conferência Científica Sobre o Covid-19 que, além de avaliar o impacto da segunda vaga na economia e educação, abordou a preparação para uma possível terceira vaga da pandemia, especialmente a compra de equipamento de protecção e reforço da capacidade de testagem e tratamento.
Na comunicação ao país do dia 24 de Junho de 2021, o presidente Nyusi decidiu manter, no essencial, as medidas em vigor desde 26 de Maio por mais trinta dias, com algumas excepções restritivas. Assim, foi reposto o horário do recolher obrigatório das 22 horas às 4 da madrugada nos centros urbanos onde já vigorava (tendo sido incluída a vila do Gurué); foi limitado o horário de restaurantes, estabelecimentos comerciais; limitado o número de participantes em cerimónias religiosas e conferências; interdição de eventos culturais e de entretenimento; emissão de documentos público só com agendamento; e encorajamento do teletrabalho em instituições públicas e privadas.
Em 30 de Junho de 2021, Moçambique recebeu 500.000 doses da vacina Verocell adquiridas pelo sector privado, por meio da iniciativa UNIVAX. Participaram nesta iniciativa 318 empresas privadas, cujo objectivo foi a imunização dos seus colaboradores. Entretanto, o Japão vai doar fundos para o fornecimento de equipamento técnico de apoio à vacinação, incluindo viaturas de sistemas de frio.
Em 5 de Junho de 2021, Moçambique recebeu duas doações de vacinas totalizando 158 000 doses, 108 000 doadas pela França através do mecanismo COVAX e 50 000 doses da vacina AstraZeneca doadas por Portugal.
Devido ao agravamento da pandemia, o presidente Nyusi adiantou para o dia 15 de Julho de 2021 a comunicação mensal planeada para o final do mês, agravando as medidas restritivas em vigor. Assim, alargou o horário do recolher obrigatório para entre as 21 e 4 horas funcionando agora em todas as cidades e vilas sede de distrito; reduziu o horário de funcionamento dos serviços públicos das 8 às 14 horas, estando a emissão de documentos sujeita a agendamento; interditou o funcionamento de recintos de entretenimento (cinemas, teatros, espetáculos), excepto casamentos que ficam sujeitos a um limite de 20 pessoas; o mesmo limite se aplica a funerais, excepto quando o óbito se deva ao Covid, neste caso o limite passa para 10 pessoas; limitadas as visitas a doentes nos hospitais e reclusos nas penitenciárias; suspensão das actividades escolares a todos os níveis nos principais centros urbanos do país; restringido o horário de funcionamento de estabelecimentos comerciais, restaurantes, pastelarias, centros comerciais e similares; e só é permitida a entrada no país a quem apresente um teste PCR negativo realizado 72 horas antes da viagem.
Em 20 de Julho de 2021 foi anunciado que a empresa chinesa Sinopharm realizaria dois ensaios clínicos da sua vacina BBIBP-CorV em Moçambique. Estes ensaios, geridos pelo Instituto Nacional de Saúde de Moçambique em colaboração com o Instituto Internacional de Vacinas (IVI, na sigla em inglês), destinam-se a testar a sua eficácia contra as variantes locais do vírus. Os primeiros resultados são esperados no final de 2021.
Segundo previsão do MISAU, 20% da população moçambicana poderá ser vacinada até finais de Setembro, dependendo do fornecimento de vacinas. Em 26 de Julho de 2021 foram recebidas mais de 300.000 doses financiadas pelos Estados Unidos, e no dia seguinte chegaram mais de 1 milhão de doses.
Em 4 de Agosto de 2021 foi lançada a Campanha de Vacinação em Massa que tem como objectivo vacinar grupos considerados prioritários como funcionários públicos, professores, motoristas e cobradores de transportes colectivos e pessoas com idade superior a 50 anos. Esta campanha pretende inocular cerca de 16 milhões de pessoas, o que corresponde a 54% da população, com doses que serão recebidas através do mecanismo COVAX. Na mesma ocasião, o presidente Nyusi informou que até agora foram vacinadas apenas 400 mil pessoas, cerca de 2,4% da população alvo. Para reforçar a campanha de vacinação, o país recebeu 500 mil doses da vacina VeroCell em 9 de Agosto. Entretanto, a marca de 1 milhão de vacinados foi ultrapassada em 11 de Agosto, sendo destes um pouco mais de metade 529 117 já tinham sido completamente vacinados. Em 18 de Agosto, foi revelado que nos primeiros doze dias da Campanha de Vacinação em Massa tinham sido vacinadas 1 185 169 pessoas, o que corresponde a 80% do total planeado. 
Na sua comunicação mensal ao país sobre o estado de calamidade, que teve lugar em 13 de Agosto de 2021, o presidente Nyusi anunciou a continuação de todos as medidas restritivas vigor por um novo período de 30 dias a partir de 16 de Agosto, com apenas pequenas modificações. Estas  referem-se à suspensão de aulas presenciais em Maxixe, Vilankulos e Massinga.
Em mais uma comunicação sobre o estado de calamidade, em 27 de Agosto de 2021, o presidente Nyusi anunciou, no essencial, a manutenção das medidas restritivas, mas com algumas modificação no sentido do seu alívio. Assim, de realçar que foi diminuído o horário do recolher obrigatório; foi alargado o horário de estabelecimentos comerciais; retomado o horário normal dos estabelecimentos do sector público; foi retomado o ensino presencial; e a reabertura, com limitações, de ginásios e casinos.
O governo anunciou em 13 de Setembro de 2021 que está em preparação a terceira fase de vacinação, que abrangerá pessoas com idade igual ou superior a 50 anos no meio rural e com idade entre os 40 e os 49 anos no meio urbano. Esta fase vai ter lugar depois do encerramento da Campanha de Vacinação em Massa no dia 11 de Setembro, a qual atingiu 90& do seu objectivo. Foi também confirmado que está assegurada a aquisição de 12 milhões de doses até ao final do ano.
Na comunicação ao país em 22 de Setembro de 2021, o presidente Nyusi constatou a redução da terceira vaga da pandemia, em parte devido ao efeito da vacinação, que já abarcou 1,7 milhões de pessoas ou 10% do alvo. Assim, o governo manteve no essencial as medidas aprovadas em Agosto por um período adicional de 30 dias, mas muitas delas foram relaxadas: retoma do ensino pré-escolar; aumento do número de visitas em hospitais e prisões; alargamento do horário de venda de bebidas alcoólicas, das barracas, das praias, restaurantes; aumento do número de participantes em eventos sociais, culturais, religiosos, desportivos. Estas medidas entram em vigor no dia 25 de Setembro.
Devido ao desrespeito pelas medidas restritivas aprovadas para a prevenção da pandemia, o governo decretou, em 6 de Outubro de 2021, o encerramento das principais praias do país por um período de 15 dias.
Iniciou-se a 20 de Outubro de 2021 a 3ª fase de vacinação massiva, a qual prevê vacinar sete milhões de pessoas. O objectivo é inocular pessoas na faixa etária de 30 a 49 anos. Incluídas estão também pessoas com 50 ou mais anos nas zonas rurais mulheres grávidas e em fase de amamentação. Esta fase estende-se até Março de 2022.
Na sua comunicação de 24 de Outubro de 2021, o presidente prologou o encerramento das praias afectadas até 20 de Dezembro, apesar da controvérsia sobre os prejuízos económicos daí decorrentes, quando se aproximam temperaturas elevadas. O período de recolher obrigatório foi reduzido da meia-noite às 4 horas e foi alargado o período de venda de bebidas alcoólicas e de abertura de centros comercias e algumas lojas.
Em 4 de Novembro de 2021, o Ministro da Saúde, Armindo Tiago, alertou para o perigo do país ser assolado por uma quarta vaga, apesar dos baixos valores verificados nos indicadores da pandemia darem a ilusão de que esta pode ter terminado. O governante também informou que já tinham sido vacinadas 4 milhões de pessoas, das quais 2,4 milhões completamente vacinadas. A terceira fase da vacinação, que deveria ter terminado em 3 de Novembro, foi prorrogada até ao dia 16.
O ministro da saúde afirmou, em 20 de Novembro de 2021, que estava em estudo a vacinação a partir dos 12 anos de idade, se os estudos indicarem essa direcção e depois do país adquirir novos meios de armazenagem de vacinas. Anunciou também, que já tinham sido inoculadas seis milhões de pessoas, das quais metade com as duas doses.

Em 21 de Novembro de 2021 não foram registados novos casos de infecção, algo que não acontecia desde 1 de Junho de 2020.
Em 2 de Dezembro de 2021, o director do Instituo Nacional de Saúde informou que o governo poderá endurecer as medidas de prevenção do Covid-19 se as condições epidemiológicas se agravarem, devido ao aumento de infecções. Ao mesmo tempo já há dois casos suspeitos da nova variante Ómicron.
Em 6 de Dezembro de 2021, dois milhões de doses da vacina da Johnson & Johnson chegaram a Moçambique, uma doação dos E.U.A. no âmbito do programa COVAX.
Em 8 de Dezembro de 2021 o governo anunciou a vacinação do grupo etário entre 18 e 30 anos, no que constituirá a quarta fase do Plano Nacional de Vacinação. Anteriormente já havia considerado a possibilidade de vacinar também o grupo dos 12 aos 17 anos. Para aumentar o acesso à vacinação, o governo vai criar uma "Caravana da Vacina", para levar o processo até à população. A fase-piloto decorrerá na cidade de Maputo.
Na sua comunicação mensal ao país, em 20 de Dezembro de 2021, o presidente Nyusi prolongou as medidas em vigor por mais 30 dias até 19 Janeiro de 2022. No entanto, o recolher obrigatório foi suspenso nas noites de Natal (24 e 25 de Dezembro) e Ano Novo (31 de Dezembro e 1 de Janeiro). Devido ao aumento do número de infecções, foram interditas as visitas a reclusos e diminuídas estas a doentes internados em unidades de saúde.
Em 30 de Dezembro de 2021 foi batido um novo máximo de infecções diárias com 4 947 casos, suplantando o anterior recorde de 3 624, registado no dia anterior.
Em 3 de Janeiro de 2022 foi divulgado que o presidente Nyusi e esposa testaram positivo a um teste rápido Covid-19 e se encontravam em isolamento profilático Mais tarde efectuaram um teste PCR cujo resultado foi negativo.
Um estudo de Vigilância Genómica efectuado entre Julho de 2020 e Dezembro de 2021 revelou que a variante Ómicron era dominante desde Novembro de 2021, sucedendo à variante Delta (dominante desde Junho de 2021) que por sua vez ocupou o lugar da variante Beta (dominante entre Janeiro e Maio de 2021).
Na sua primeira comunicação mensal de 2022 ao país, em 19 de Janeiro, o presidente Nyusi prolongou as medidas em vigor por mais 30 dias, com algumas excepções, no sentido de aliviar as restrições. A mais notória foi a reabertura das praias interditas no horário das 5 às 16 horas. Os estabelecimentos comerciais voltam a abrir nas horas normais de expediente, e a duração da quarentena domiciliar obrigatória foi reduzida de 14 para sete dias.
O Ministério da Saúde anunciou, em 25 de Janeiro de 2022, que projecta vacinar 5 milhões de pessoas nos próximos quatro meses, somando aos 10,7 milhões já vacinados. Seriam inoculados, deste modo, 90% dos 17 milhões elegíveis.
Em 11 de Fevereiro de 2022, o Canadá doou 1 168 800 doses da vacina AstraZenica através do mecanismo COVAX. Com esta oferta, o total de doses recebidas pelo país ascendeu a 13 650 420.
Em mais uma comunicação ao país no contexto do Estado de Calamidade Pública em 16 de Fevereiro de 2022, o presidente Nyusi relaxou consideravelmente as medidas restritivas em vigor. Assim foi levantado o recolher obrigatório em força há um ano; foram reabertas todas as fronteiras, competições desportivas, aulas noturnas e espectáculos musicais, embora ainda com algumas restrições numéricas; alargamento do horário de funcionamento de restaurantes, bares e praias; outras medidas continuam em vigor. Esta revisão das medidas é válida até ao dia 18 de Abril.
Em 7 de Março de 2022 não se registou nenhuma nova infecção, a primeira vez que tal aconteceu desde o dia 21 de Novembro de 2021.
Em 23 de Março de 2022, o Ministro da Saúde declarou que a pandemia está controlada no país, como mostram os números de infecções e internamentos baixos, e uma taxa de positividade abaixo de um por cento. Entretanto, a Comissão Técnico-científica está a efectuar reuniões e irá aconselhar o Governo sobre as medidas a tomar para continuar a controlar a pandemia.
Fazendo o ponto de situação da vacinação contra o Covid-19, o Ministro da Saúde, Armando Tiago, declarou ,em 11 de Abril de 2022, que 88% dos cidadãos maiores de 18 anos cuja vacinação estava prevista nesta campanha iniciada em 8 de Março de 2021, já o tinham sido, o que corresponde a 13 498 246 pessoas.
Na sua comunicação ao país em 20 de Abril de 2022, o presidente Nyusi determinou o fim do estado de Calamidade Pública e o início da Emergência de Saúde Pública, o que significa uma redução considerável das restrições sanitárias. Assim, o uso de máscaras fica limitado a locais fechados e transportes públicos, ficando as crianças menores de 12 anos isentas desta medida; os viajantes que entrem no país devem apresentar um certificado que de vacinação completa ou um teste PCR com resultado negativo, realizado há menos de 72 horas (ficando as crianças com menos de 12 anos isentas); quem testar positivo deve ficar em isolamento durante sete dias; e o limite de participantes em cerimónias funebres será de 50 pessoas.
Em 30 de Abril de 2022 o Ministro da Saúde alertou para o perigo do aumento de infecções devido à escalada de novos casos registados na vizinha África do Sul, tomando em consideração a estreita relação entre os dois países. Mesmo assim o ministro espera que esses casos não serão graves devido ao nível de vacinação já atingido.
De acordo com a informação difundida pelo Ministério da Saúde em 9 de Maio, já tinham sido atingidos 91,8% da meta de 17 milhões de pessoas que foi definida para o Plano Nacional de Vacinação contra o Covid-19. Isto significa que já foram completamente inoculadas cerca de 14 milhões de pessoas. Quanto à cobertura da vacinação, salientam-se pela positiva as províncias de Nampula e Zambézia, e no lado oposto a cidade de Maputo e as províncias de Gaza e Niassa. De salientar também que 346 249 pessoas já receberam uma dose de reforço.
Com vista a acelerar o processo de vacinação, o ministro da saúde declarou, em 21 de Maio de 2022, que a inoculação de jovens com idades entre os 15 e os 17 anos de idade começará nos dias seguintes.
Devido à evolução favorável da situação epidemiológica no país e no continente, o presidente Nyusi anunciou em 31 de Agosto de 2022 um levantamento de algumas medidas restritivas em vigor. Assim, o uso de máscara passa a ser obrigatório apenas em centros de saúde, consultórios e laboratórios médicos, farmácias lares de idoso e  voos comerciais. Deixa também de haver limite de participação em cerimónias fúnebres. Mantém-se contudo, a necessidade de apresentar certificado de vacinação e teste PCR para entrar no país.
Em 1 de Setembro de 2022 Moçambique recebeu quase 5 milhões de doses de vacinas da Pfizer destinadas à inoculação de adolescentes dos 12 aos 17 anos, uma oferta do governo dos Estados Unidos da América. A campanha de imunização de adolescentes terá início em 7 de Setembro.
A campanha de vacinação de adolescentes entre os 12 e os 17 anos teve início em 3 de Outubro de 2022. Até ao dia 11 do mesmo mês serão inoculadas 4,8 milhões de jovens. De acordo com o Ministro da Saúde, Armindo Tiago, já foram vacinadas 15 das 17 milhões de pessoas que constituem o objectivo até ao final de 2022. A segunda dose da vacinação de adolescente decorrerá de 14 a 25 de Novembro, e será realizada por 3 200 equipas em escolas, unidades de saúde e brigadas móveis.
Em 17 de Setembro de 2022 registavam-se 230 219 casos confirmados, 12 actualmente internados, 227 882 recuperados, 106 casos activos, 1 390 154 casos suspeitos testados e 2 222 óbitos.
Em 8 de Janeiro de 2023, o Instituto Nacional de Saúde informou que se deve manter o alerta, a prevenção e a vacinação depois de um aumento surpreendente, mas não alarmante, do número de infecções. De 5 de Dezembro de 2022 a 6 de Janeiro de 2023 o número da casos activos aumentou de 124 para 276.
Numa medida cujo objetivo é impulsionar o turismo, o governo decretou, em 11 de Abril de 2023, o fim de certas medidas de contenção da doença nos pontos de entrada no país. Assim, deixam de ser obrigatórios o certificado de vacinação completa da Covid-19 e o teste negativo da doença com validade de 72 horas, bem como a realização do teste rápido a quem não apresentarem um certificado que comprove a vacinação completa e o isolamento domiciliar para quem apresente um resultado positivo na testagem.

## Distribuição geográfica
A distribuição geográfica dos casos confirmados por província é a seguinte:
| Província                 | Nº de casos | %    |
| ------------------------- | ----------- | ---- |
| Maputo (cidade+província) | 114164      | 49,6 |
| Cidade de Maputo          | 79954       | 34,7 |
| Maputo                    | 34218       | 14,9 |
| Inhambane                 | 18702       | 8,1  |
| Gaza                      | 17171       | 7,5  |
| Sofala                    | 14548       | 6,3  |
| Zambézia                  | 13456       | 5,8  |
| Nampula                   | 11412       | 5,0  |
| Manica                    | 11229       | 4,9  |
| Tete                      | 11083       | 4,8  |
| Niassa                    | 10029       | 4,6  |
| Cabo Delgado              | 8408        | 3,6  |

#### Evolução do número de casos confirmados por província
| Esta página contém um gráfico que utiliza a extensão <graph> . A extensão está temporariamente indisponível e será reativada quando possível. Para mais informações, consulte o ticket T334940 . | Legenda (número de casos): ▬▬ Maputo Cidade ▬▬ Maputo Província ▬▬ Inhambane ▬▬ Gaza ▬▬ Sofala ▬▬ Zambézia ▬▬ Nampula ▬▬ Manica ▬▬ Tete ▬▬ Niassa ▬▬ Cabo Delgado                              |
| | Esta página contém um gráfico que utiliza a extensão <graph>. A extensão está temporariamente indisponível e será reativada quando possível. Para mais informações, consulte o ticket T334940. |